# Jochzahnmoose
Die Jochzahnmoose (Zygodon) sind eine Gattung von Laubmoosen aus der Familie Orthotrichaceae. Die zirka 90 Arten der Gattung sind weltweit, vorwiegend aber in den Tropen verbreitet.

## Name
Der Gattungsname Zygodon (zygon bedeutet Joch, Paar; odous, odontos bedeutet Zahn) stammt von den Autoren Hooker und Taylor und bezieht sich wohl auf die bei manchen Arten anfänglich paarweise verbundenen Peristomzähne. Bei den auch in Mitteleuropa vorkommenden Arten Zygodon rupestris, Zygodon dentatus und Zygodon viridissimus trifft dies allerdings nicht zu, da bei diesen ein Peristom fehlt.

## Merkmale
Die eher kleinen Pflanzen bilden lockere bis dichte, kissenförmige Rasen. Die Stämmchen sind rhizoidfilzig. Die Blätter sind lanzettlich und spitz, flachrandig, feucht sparrig abstehend, trocken anliegend und oft verbogen bis gedreht. Die Blattrippe reicht bis in die Blattspitze. Die Sporenkapsel auf der meist weniger als ein Zentimeter langen Seta ist aufrecht, eiförmig bis elliptisch, engmündig und hat acht Längsfalten. Ein Peristom kann einfach oder doppelt sein oder auch fehlen. Die Verbreitung erfolgt vielfach durch Brutkörper, diese sind meist ellipsoidisch und mehrzellig.

## Arten
In Deutschland, Österreich und der Schweiz sind folgende Arten vertreten:
- Kegel-Jochzahnmoos (Zygodon conoideus)
- Gezähntes Jochzahnmoos (Zygodon dentatus)
- Kalk- oder Zierliches Jochzahnmoos (Zygodon gracilis)
- Fels- oder Gewöhnliches Jochzahnmoos (Zygodon rupestris)
- Grünes Jochzahnmoos (Zygodon viridissimus)